# Bactrocera arecae
Bactrocera arecae
 es una especie de díptero que Hardy y Adachi describieron por primera vez en 1954. Bactrocera arecae pertenece al género Bactrocera de la familia Tephritidae.